# República Peruana (1838-1839)
La República Peruana o República Peruana del Norte fue un estado autoproclamado independiente de la Confederación Perú-Boliviana y que existió entre 1838 y 1839, en el contexto de la Guerra contra la Confederación.
El territorio que abarca la subdivisión confederada del Estado Nor-Peruano fue proclamada en contra de la Confederación Perú-Boliviana por Domingo Nieto y Luis José de Orbegoso el 30 de julio de 1838. Si bien nominalmente reclamó su soberanía sobre todo el Estado Nor-Peruano, e incluso del Estado Sud-Peruano, la República Peruana mantuvo control efectivo únicamente en ciertas áreas de Huaylas, Callao y Lima.
En conflicto tanto con el Ejército Confederado como el Ejército Unido Restaurador, la República Peruana tuvo una efímera existencia. En
posteriormente el 20 de octubre de 1838, orbegoso anuncio un nuevo entendimiento con Andrés de Santa Cruz; sin embargo Orbegoso es derrotado en el Combate de Portada de Guías por el Ejército Unido Restaurador el 21 de agosto de 1838, y el territorio pasó a ser presidido por Agustín Gamarra.

## Historia

### Proclamación
Establecida la Confederación Perú-Boliviana, el Protector Supremo, Andrés de Santa Cruz nombró al mariscal Luis José de Orbegoso como presidente del Estado Nor-peruano desde el 21 de agosto de 1837 hasta el 1 de septiembre de 1838. No obstante, Orbegoso se mantuvo en el cargo cuando el mismo Santa Cruz nombró en su reemplazo al mariscal José de la Riva-Agüero el 11 de julio de 1838, cargo que este ejerció, precariamente, hasta el 24 de enero de 1939.
Domingo Nieto se mantuvo fiel a la autoridad legal de Orbegoso, sin embargo, no se comprometió con el régimen confederado y se puso al servicio de la voluntad del pueblo. Finalmente, decidió alzarse contra Santa Cruz y proclamó la libertad del territorio del Estado Nor-Peruano como la República Peruana, el 30 de julio de 1838. Orbegoso, indeciso al principio, terminó por plegarse a dicha causa y lo propio hizo el general Juan Francisco Vidal.
Habiéndose declarado la independencia de esta República, Orbegoso se proclamó presidente provisorio de la República Peruana y se refugió en Fortaleza del Real Felipe. Domingo Nieto, por otro lado hacía correrías por el norte con despachos de jefe supremo expedido por Orbegoso, compartiendo el cargo entre ambos.
Juan Vidal La Hoz, quien en 1836, con el grado de general de división había asumido la prefectura del departamento de Huaylas, se proclamó jefe supremo de Huaylas, respaldando la secesión del Perú de la Confederación Perú-Boliviana. 

Líderes de la República Peruana del Norte.
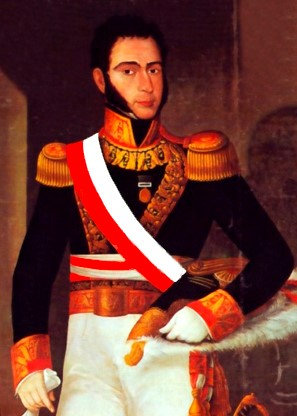
Luis José de Orbegoso
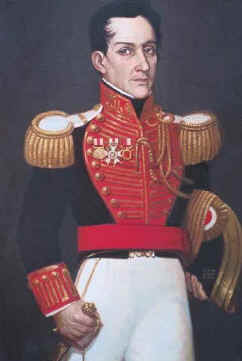
Domingo Nieto
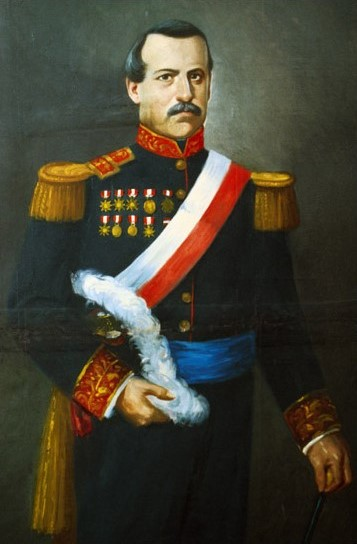
Juan Francisco de Vidal La Hoz

### Guerra contra la Confederación y los Restauradores

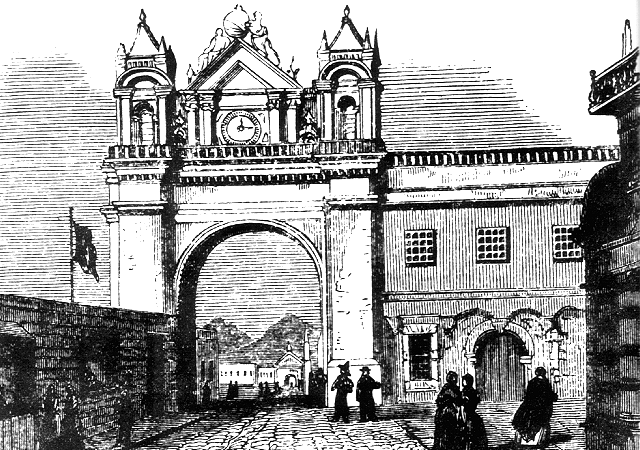
Antigua Portada de Lima, dibujo de mediados del. Hasta los años 1870, Lima estuvo cercada por la antigua muralla colonial.

Orbegoso encabezó junto con los detractores de la confederación una campaña militar contra Andrés de Santa Cruz y se mostraron inicialmente cercanos a la alianza peruana-chilena del Ejército Unido Restaurador. Sin embargo, los actos vandálicos cometidos por los chilenos en suelo norperuano y el poco interés que mostraron los generales chilenos por la alianza, llevaron a que la República Peruana del Norte declarara la guerra tanto a la confederación como a la alianza peruano-chileno.
Las fuerzas restauradoras avanzaron hacia Lima y se encontraron con las fuerzas de la República Peruana comandadas por Orbegoso, Nieto y Vidal en una portada de la ciudad (en el actual cruce de las avenidas Túpac Amaru y Caquetá). La diferencia numérica era abrumadora: unos 4.800 “restauradores” frente a unos 1.300 “orbegosistas”. La batalla de Portada de Guías, ocurrida el 21 de agosto de 1838, saldó con la victoria del ejército unido peruano-chileno, que procedió a ocupar la capital peruana, donde se realizaron actos de pillaje e incendio.
Tras la derrota, las tropas de la República Peruana se dispersaron. Orbegoso y Nieto se refugiaron en Callao, partiendo este último al autoexilio. Vidal, herido, retornó a Huaylas.

### Fin del estado
Orbegoso se refugió en la fortaleza del Real Felipe del Callao. Desde allí calificó al ejército chileno como invasor y declaró que se proponía hacerle la guerra con el mismo empeño que al ejército de Santa Cruz, y que solo deseaba favorecer la reunión de un congreso que decidiese libremente la suerte del país. No obstante, se negó a tratar con Agustín Gamarra, cuando este le ofreció formalizar un compromiso para batir juntos a Santa Cruz.
Santa Cruz, haciendo gala de su típica astucia, convenció a Orbegoso para que lo apoyara, prometiéndole que reuniría el Congreso luego de arrojar a los invasores. Orbegoso lo creyó y anunció el 20 de octubre de 1838 su nuevo entendimiento con Santa Cruz.
Viéndolo ya formalmente como parte del enemigo, los restauradores sitiaron la fortaleza. Orbegoso, sin real apoyo de Santa Cruz y los confederados, terminó refugiándose en un barco y partió al exilio a Guayaquil el 4 de diciembre de 1838. Con sus líderes refugiados o en el exilio, la República Peruana se disolvió. Días más tardes, la derrota definitiva de Santa Cruz en la batalla de Yungay dio fin a la guerra y selló la disolución de la Confederación. Esto llevó a la reintegración de los estados Norte y Sur del Perú en una única República, bajo el liderazgo de Agustín Gamarra.